# Вентимилья-ди-Сицилия
Вентимилья-ди-Сицилия (итал. Ventimiglia di Sicilia) — коммуна в Италии, располагается в регионе Сицилия, подчиняется административному центру Палермо.
Население составляет 2193 человека, плотность населения составляет 84 чел./км². Занимает площадь 26 км². Почтовый индекс — 90020. Телефонный код — 091.
Покровительницей коммуны почитается Пресвятая Богородица, празднование в первое воскресение октября.